# 圣玛利亚圣殿 (明尼阿波利斯)
圣玛利亚圣殿（英語：Basilica of Saint Mary）是一座罗马天主教宗座圣殿，位于明尼苏达州明尼阿波利斯的亨内平大道。
圣玛利亚圣殿是美国第一个宗座圣殿，是学院派建筑的典范之一，也是天主教聖保祿及明尼波利斯總教區的共同主教座堂。

## 历史
始建于1871年，坐落在3rd Street和3rd Avenue North间的圣母无染原罪教堂由于仓储区的扩张不得不缩小面积。1903年，大主教John Ireland宣布计划将在圣诞节期间建立一个新的教堂。1905年，劳伦斯·S·唐纳森为新教堂建设捐赠了在Hennepin大道靠近Loring公园的一块地。后由圣保禄主教座堂 (圣保罗)的设计师——美籍法国人Emmanuel Louis Masqueray来设计教堂。1907年8月7日教堂开始施工，到1908年5月完成基础建设。1908年5月31日，由3万天主教徒、二十主教、300个来自圣保罗神学院的祭司和利未人还有500个来自圣托马斯学院的学员参加教堂的开堂典礼。由于在圣保罗大教堂和圣玛利亚圣诞上展示的建筑天赋，Masqueray逐渐被得到重视。美国建筑师杂志评论说：“两个大教堂建成之后在任何时期都将会成为举世瞩目的存在，它们所展示出的雄伟壮丽有望超过任何在美国境内的教堂。”